# Wojciech Magnuszewski
Wojciech Magnuszewski (Magnuszowski) herbu Ogończyk (zm. w 1588/1589 roku) – pisarz ziemski różański i makowski w 1562/1563 roku.
Poseł na sejm piotrkowski 1562/1563 roku z ziemi różańskiej.